# Jean-Baptiste Geoffroy (1750-1814)
Jean Baptiste Geoffroy, né le 4 octobre 1750 à La Clayette, mort le 27 juillet 1814 à Paray-le-Monial est un avocat et homme politique français. Il a été député du Tiers-état du bailliage de Charolles aux États généraux de 1789.

## Biographie
Fils de Claude Geoffroy, avocat au parlement, notaire royal et procureur du roi à Bois-Sainte-Marie, et de Charlotte Louvrier, Jean-Baptiste Geoffroy est avocat à Lyon avant 1789. 
Le 26 mars 1789 il est élu, premier sur deux, pour représenter le Tiers-état du bailliage de Charolles aux États généraux. Il siège à l'Assemblée Constituante jusqu'à la dissolution de celle-ci le 30 septembre 1791. Il en avait été élu secrétaire le 25 avril 1791. Membre du comité des Domaines à partir du 2 octobre 1789, il en est le rapporteur lors de ses deux seules interventions devant l'Assemblée en janvier puis en juillet 1791. Membre des Jacobins, figurant sur la liste de gauche, il passe aux Feuillants en janvier 1791.
Président de l'administration municipale de La Guiche en l'an III, déclaré suspect, il disparaît momentanément.
Conseiller général du canton de La Clayette de 1800 à 1807, il est sous-préfet de Charolles de 1800 à 1814.
Il est le frère de Côme Antoine Geoffroy, qui fut député au Conseil des Cinq-cents.